# 大光明电影院 (上海)
31°14′06″N 121°28′00″E / 31.234903°N 121.466761°E
大光明电影院座落于中国上海南京西路216号。大光明电影院始建于1928年，是中国现存的最古老的影院之一。享有“远东第一影院”之稱。

## 历史
大光明电影院始建于1928年。当时的潮州资本家高永清联合部分外资将静安寺路的卡尔登跳舞场改建为影院，命名为“大光明”。当时的大光明电影院设有茶室、酒排会室、吸烟室、等候室。1928年12月23日，京剧大师梅兰芳先生亲自为大光明电影院的开张剪彩。
1930年，大光明电影院播放拥有辱华性质的美国电影《不怕死》，受到了民众和舆论的抵制，被迫关门歇业。
1933年，大光明电影院由建筑师邬达克设计重建。重建后的大光明电影院凭借着自身豪华的设施，成为了远东第一影院。
1989年，大光明电影院被列为上海市文物保护单位。
2008年，大光明电影院斥资1.2亿元人民币对影院进行修复，依照1933年的原样修旧如旧。改造后的大光明原本可容纳1900多人的放映大厅被缩减了600多个座位，不过依然保持了其原本两层楼的设置，即一楼设800多座、二楼设500多座。此外，大光明影院还新开发出了5个小观众厅，包括一个VIP厅。
2019年7月15日，大光明电影院列为上海首批24小时开放的电影院之一。

## 大光明与中国电影
上海解放前，好莱坞的电影公司几乎垄断了上海的电影行业，当时的大光明电影院也主要播放美国八大电影制片公司的影片。而第一部登陆大光明的国产片是新华公司出品的《红羊豪侠传》。
大光明电影院还是中国第一家宽银幕电影院和第一家立体声电影院。曾经连续11年是上海电影票房的冠军。见证了中国电影的兴衰。